# Pieter van der Plas I
Pieter van der Plas I (Brussel, ca. 1595 - aldaar, ca. 1650 of 1661), was een Vlaamse barokschilder en patroonschilder van individuele en groepsportretten. Hij staat bekend om zijn individuele en groepsportretten en genreschilderijen.

## Leven
Over het leven van Pieter van der Plas is weinig bekend.  Hij zou rond 1590 in Brussel zijn geboren. In de registers van het schildersgilde van Brussel werd hij in 1610 ingeschreven als leerling.  Zijn meester was de schilder Ferdinand de Berndt. Hij was actief in Brussel tussen 1610 en 1650, waar hij in 1619 meester werd van het plaatselijke gilde.
Hij had verschillende leerlingen.  Op 30 juni 1637 werd Nicolaes de Smet als zijn leerling ingeschreven.  Op 20 maart 1640 werd Frans de Smet als zijn leerling ingeschreven.  Op 10 mei 1645 werd Pieter Vollesom als zijn leerling geregistreerd in de registers van de schildersgilde van Brussel. Zijn laatste gedateerde schilderij is van 1647.
Hij zou tussen 1650 en 1661 in Brussel zijn overleden.
Hij wordt soms verward met de stillevenschilder gekend als P.V. Plas.

## Werk
Pieter van der Plas schilderde zowel portretten van individuen als groepsportretten voor de plaatselijke gilden in Brussel. De stijl van zijn schilderijen lijkt op die van zijn jongere tijdgenoten Gonzales Coques en Gillis van Tilborgh.

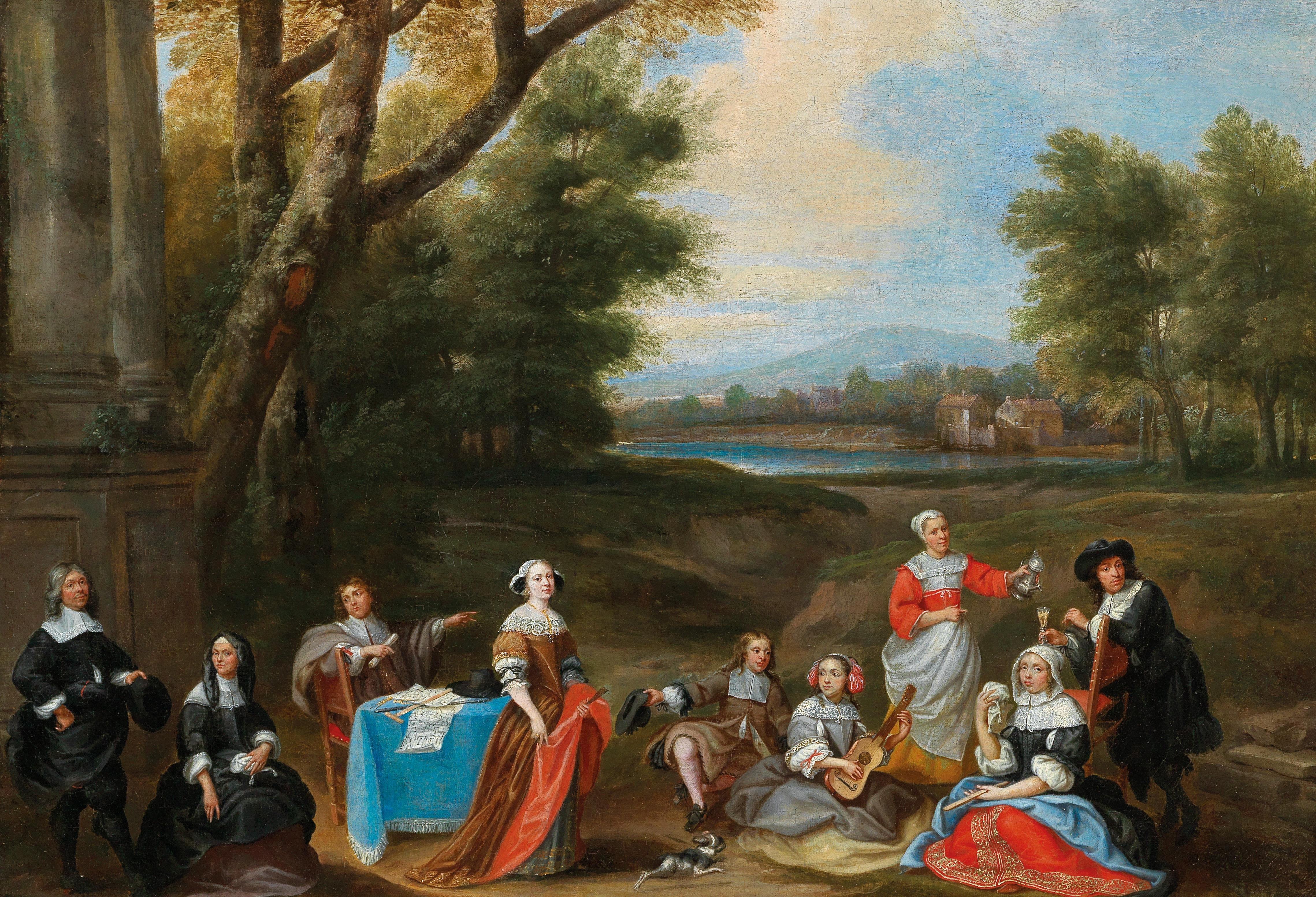
Een architect toont plannen aan een familie in aristocratische kleding in een landschap

Twee van zijn portretten tonen donateurs die brood en kleding uitdelen aan weeskinderen terwijl de Maagd en het Kind met de heilige Anna hen observeren.  Een daarvan is gezamenlijk ondertekend door Pieter van der Plas en de jongere Brusselse portretschilder Pieter Meert (Het Museum van het Centrum voor Maatschappelijk Welzijn van Brussel).
In zijn schilderij met de titel Een architect toont plannen aan een familie in aristocratische kleding in een landschap animeert de kunstenaar door zijn gevoel voor psychologie het portret van drie generaties van een familie.  De oudere ouders in zwarte kleding zijn links afgebeeld. Hun dochter staat in het midden, terwijl haar man (een architect zoals blijkt uit de plattegrond op de tafel) en haar zoon naar haar wijzen. Helemaal rechts staat de zoon van het oudere echtpaar. De bediende die zijn glas vult wijst naar hem, evenals zijn dochter met haar kleine gitaar. Zijn vrouw zit voor hem. Een kleine hond midden onderin symboliseert trouw.  Op de achtergrond loopt een beekje, waarschijnlijk de Maalbeek bij Brussel.
Een Portret van een man (National Gallery, Londen) werd vroeger verondersteld een portret van John Milton te zijn. Een schilderij voorstellende een Valkenjacht (Nationale Galerij van Noorwegen) toont zijn belangstelling voor de genreschilderkunst.